# 聖安東尼奧德德桑帕拉多斯區
聖安東尼奧德德桑帕拉多斯區（西班牙語：San Antonio de Desamparados），是哥斯達黎加的一個區，位於該國中部聖何塞省，面積2.09平方公里，2011年人口9,184，人口密度每平方公里4,394.26人。